# جيم راي سميث (لاعب كرة قدم أمريكية)
جيم راي سميث (بالإنجليزية: Jim Ray Smith)‏ هو لاعب كرة قدم أمريكية أمريكي، ولد في 27 فبراير 1932 في ويست كولومبيا في الولايات المتحدة.

## وصلات خارجية
- جيم سميث على موقع مرجع كرة القدم المحترفة.كوم (الإنجليزية)